# Nukleobázis
A nukleobázisok az RNS vagy DNS részei, melyek a bázispárosodásban vesznek részt. Közéjük tartozik a citozin, guanin, adenin, timin, uracil (utóbbi csak RNS-ben). A rövidítéseik: C, G, A, T és U. 
Az uracil a timint helyettesíti az RNS-ben. E két bázis azonos, kivéve az uracil hiányzó 5' metil csoportját. Az adenin és guanin a kettős gyűrűvel rendelkező purinokhoz (R-ként rövidítve), míg a timin, citozin és az uracil az egy gyűrűs szerkezetű pirimidinekhez (Y-ként rövidítve) tartozik. 
Ha a nukleobázis kovalensen kapcsolódik a ribóz vagy dezoxiribóz 1' szénatomjához, akkor nukleozidnak, ha a nukleozidhoz az 5' szénatomon keresztül foszfátcsoportok kapcsolódnak, akkor nukleotidnak nevezzük.